# Ichneumon suspiciosus
Ichneumon suspiciosus ist eine Art der zu den Hautflüglern gehörenden Schlupfwespen. Sie ist in weiten Teilen Europas bis nach Sibirien verbreitet.

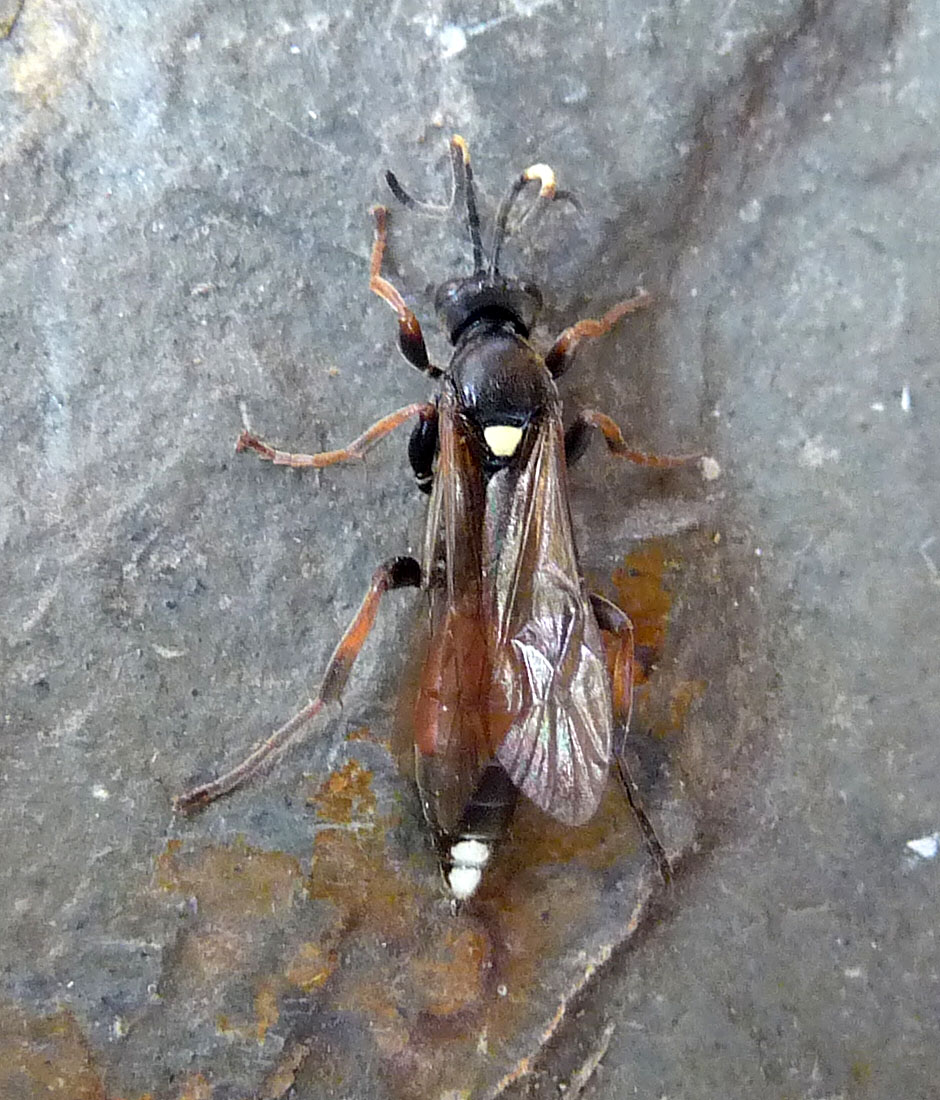

## Merkmale
Die Körperlänge beträgt 14–18 mm.  Die Beine und Antennen sind schwarz und gelb gebändert, das Abdomen ist ebenfalls gebändert.

### Ähnliche Arten
Es gibt viele ähnliche Arten, die nur schwer zu unterscheiden sind. Dabei kann es sich neben anderen Arten der Gattung Ichneumon (z. B. Ichneumon septentrionalis, Ichneumon confusor, Ichneumon stramentor oder Ichneumon sarcitorius) auch um andere Gattungen handeln, wie Alomya, Protichneumon oder Vulgichneumon.

## Verbreitung
Nach Literaturangaben lebt die Art in ganz Europa, Sibirien und Sachalin. Nach den modernen Datensammlungen GBIF und iNaturalist lebt die Art vom Nordosten Spaniens bis nach Finnland und in die Ukraine. Im Nordwesten reicht das Areal bis nach Irland und Schottland, in Skandinavien bis ins südliche Norwegen und zentrale Schweden und in Finnland kommt die Art nur im Süden vor. Im südlichen Europa ist die Art aus der Alpenregion und von der Balkanhalbinsel bekannt. Die meisten Funde stammen aus dem südlichen Großbritannien, den Beneluxstaaten, dem südlichen Skandinavien und südöstlichen Mitteleuropa.

## Lebensraum
Beispiele für Lebensräume der Art beinhalten Hecken, Waldwege, Parks, Gärten und Wiesen.

## Lebensweise
Die Art kann zwischen April und Oktober gefunden werden, meist jedoch von Juni bis August.
Die Imagines zeigen sich im Sommer sehr häufig auf Doldenblütlern (Apiaceae). Die Larven leben als Endoparasiten in den Raupen von Wurzelbohrern, Eulenfaltern und anderen Schmetterlingen, beispielsweise beim Großen Frostspanner (Erannis defoliaria) und Kleinen Hopfen-Wurzelbohrer (Pharmacis lupulina). Dazu findet die Eiablage auf den Schmetterlingsraupen statt, die von den Larven während der Entwicklung gefressen werden.

## Taxonomie
Synonyme der Art lauten Ichneumon mellinurus Wesmael, 1848, Ichneumon trispilus Thomson, 1888, Ichneumon quadrinotatus Kriechbaumer, 1890 und Ichneumon rufonotatus Pic, 1929.